# Caliceno
Caliceno ou triapentafulvaleno é um hidrocarboneto da classe dos fulvalenos de fórmula química C8H6, composto por um anel de ciclopentadieno ligado e um anel de ciclopropeno.

## Propriedades

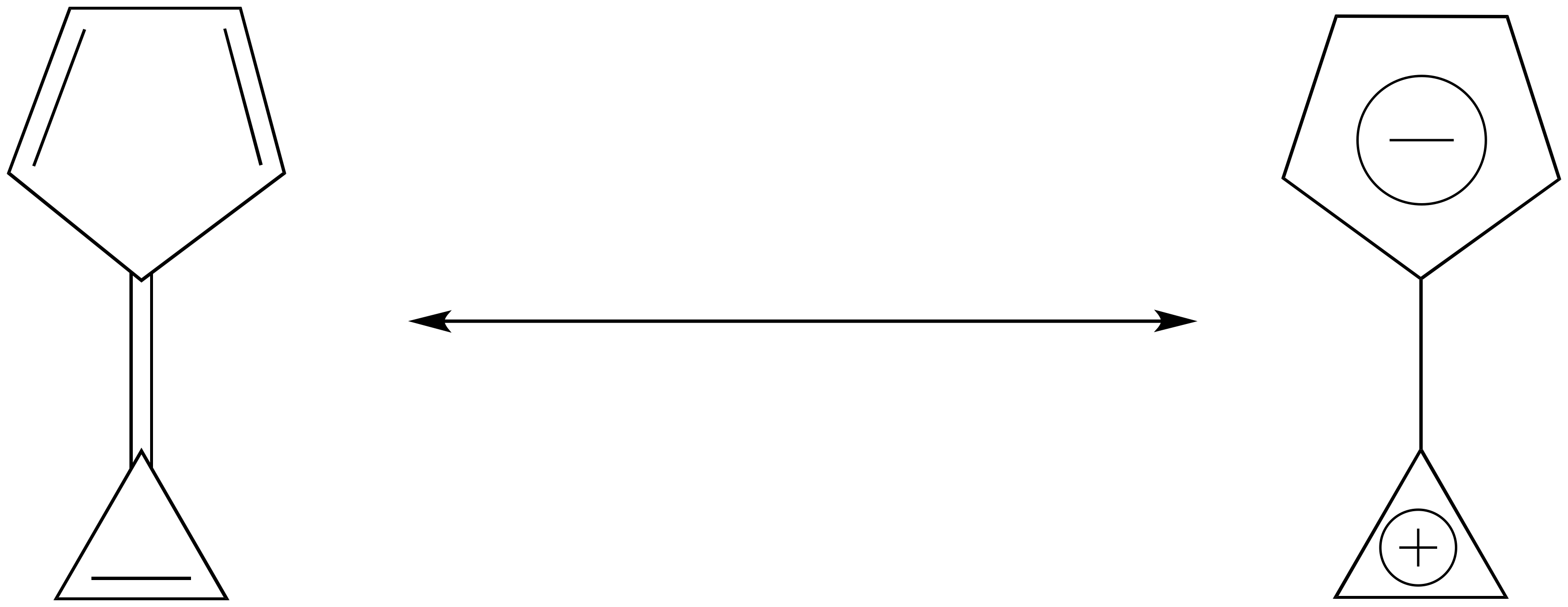
Um efeito de ressonância significativo é a carga diferente nos dois anéis, resultando em uma estrutura altamente polar

A energia de ressonância muito alta é prevista pelo método de Hückel, porém sua energia de ressonância não é alta. A ligação dupla central é polarizada com uma carga positiva parcial no átomo de carbono do anel triangular e uma carga negativa parcial no átomo de carbono do anel pentagonal, de acordo com a estabilidade da regra de Hückel adicional de anéis contendo dois e seis π elétrons, respectivamente. O momento dipolo do caliceno foi calculado em 4,66 debyes. Vários compostos que contêm duas ou mais subunidades de caliceno são aromáticos, como transbicaliceno (composto em anel) ou poli-2,7-[N]calicenos (composto em cadeia).
Apesar de várias tentativas de prepará-lo, o caliceno-pai até agora desafiou as tentativas de síntese. No entanto, 1,2,3,4,5,6-hexafenilcaliceno foi preparado e um momento dipolar experimental de 6,3 D foi medido.